# 브렉시트: 치열한 전쟁
브렉시트: 치열한 전쟁(Brexit: The Uncivil War)은 2019년 1월 7일에 영국 채널 4에서 방영된 브렉시트를 배경으로 브렉시트의 강력한 지지자인 도미닉 커밍스를 중심으로 그리는 실화 드라마이다.

## 방송 시간
| 방송 채널 | 방송 기간       | 방송 시간                          |
| --------- | --------------- | ---------------------------------- |
| KBS 1TV   | 2019년 2월 24일 | 매주 일요일 밤 11:25 ~ 1:00 (95분) |

## 한국판 성우진(KBS)
- 장민혁 - 도미닉 커밍스(베네딕트 컴버배치)
- 위훈 - 크레이그 올리버(로리 키니어)
- 윤세웅 - 메튜 엘리엇(존 헤퍼난) / 로버트 머서(아든 질렛)
- 홍진욱 - 보리스 존슨(리처드 골딩) / 더글라스 카스웰(사이먼 페이즐리 데이) / 빌 캐시(리차드 더든)
- 사문영 - 엘리자베스 데넘(루시 러셀) / 빅토리아 우드콕(케이트 오플린)
- 이장원 - 마이클 고브(올리버 맬트먼) / 앨런 뱅크스(리 보드만)
- 유강진 - 존 밀스(니콜라스 데이)
- 장승길 - 나이젤 패라지(폴 라이언)
- 고재균 - 데이비드 캐머런(본인) / 버나드 젠킨(팀 맥멀런)
- 남도형 - 잭 매싱업(카일 소예르)
- 백경훈 - 엔드류 쿠퍼(개빈 스포크스) / 다니엘 해넌(팀 스티드)
- 전영수 - 루시 토마스(헨리에타 클레메트) / 도미닉 커밍스의 아내(리즈 화이트)
- 석승훈 - 스티브(제이 심슨)
- 이규창 - 피터 만델슨(본인)
- 이다슬 - 샤마라(라키 아요라)

## 같이 보기
- 2016년 영국 유럽 연합 회원국 국민투표